# NGC 5550
NGC 5550 este o galaxie spirală situată în constelația Boarul. A fost descoperită în 4 aprilie 1831 de către John Herschel.